# 리그 1 2012-13
리그 1 2012-13은 리그 1의 75번째 시즌이다. 이전 시즌 우승팀은 몽펠리에이다. 2012년 4월 리그 일정이 공개되었으며 5월 30일 개최일이 결정되었다. 시즌은 8월 10일 시작되었으며 2013년 5월 26일에 끝날 예정이다. 12월 24일부터 2013년 1월 12일까지 겨울 휴식기를 가졌다.
이번 시즌은 프랑스 프로 축구 80주년을 기념하는 시즌이다.
2011-12 시즌 후 프랑스의 UEFA 계수 순위가 5위에서 6위로 하락함에 따라 리그 3위팀은 이전처럼 챔피언스리그 플레이오프 진출권이 아닌 UEFA 챔피언스리그 2013-14 3차 예선 진출권을 얻게 된다.

## 팀
2011-12 시즌 리그 1에서 강등당한 세 팀 대신 리그 2에서 세 팀이 승격되었다. 총 20팀이 2부 리그인 리그 2로의 강등을 피하기 위한 경쟁에 들어간다.
가장 먼저 리그 1으로 승격한 팀은 바스티아다. 바스티아는 2012년 5월 1일 스타드 아르망 세사리에서 펼쳐진 경기에서 메스를 3–0으로 물리치며 세 경기를 남겨둔 채 두 번째 리그 우승을 확정지었다. 이로써 바스티아는 샹피오나 나시오날 2010-11 우승, 리그 2 2011-12 우승으로 두 번의 승격을 거쳐 7년 만에 1부 리그로 복귀하였다.
우승팀 바스티아와 함께 랭스와 트루아가 리그 1으로 승격하였다.

## 리그 순위
| 순위 | 팀                    | 경기 | 승 | 무 | 패 | 득 | 실 | 차  | 승점 | 참가 자격 및 강등                    |
| ---- | --------------------- | ---- | -- | -- | -- | -- | -- | --- | ---- | ------------------------------------ |
| 1    | 파리 생제르맹 (C) (Q) | 38   | 25 | 8  | 5  | 69 | 23 | +46 | 83   | UEFA 챔피언스리그 2013-14 조별 리그  |
| 2    | 마르세유 (Q)          | 38   | 21 | 8  | 9  | 42 | 36 | +6  | 71   | UEFA 챔피언스리그 2013-14 조별 리그  |
| 3    | 리옹                  | 38   | 19 | 10 | 9  | 61 | 38 | +23 | 67   | UEFA 챔피언스리그 2013-14 3차 예선전 |
| 4    | 니스                  | 38   | 18 | 10 | 10 | 57 | 46 | +11 | 64   | UEFA 유로파리그 2013-14 플레이오프   |
| 5    | 생테티엔              | 38   | 16 | 15 | 7  | 60 | 32 | +28 | 63   | UEFA 유로파리그 2013-14 3차 예선전2  |
| 6    | 릴                    | 38   | 16 | 14 | 8  | 59 | 40 | +19 | 62   |                                      |
| 7    | 보르도                | 38   | 13 | 16 | 9  | 40 | 34 | +6  | 55   | UEFA 유로파리그 2013-14 조별 리그1   |
| 8    | 로리앙                | 38   | 14 | 11 | 13 | 57 | 58 | -1  | 53   |                                      |
| 9    | 몽펠리에              | 38   | 15 | 7  | 16 | 54 | 53 | +1  | 52   |                                      |
| 10   | 툴루즈                | 38   | 13 | 12 | 13 | 49 | 47 | +2  | 51   |                                      |
| 11   | 발랑시엔              | 38   | 12 | 12 | 14 | 49 | 53 | -4  | 48   |                                      |
| 12   | 바스티아              | 38   | 13 | 8  | 17 | 50 | 68 | -18 | 47   |                                      |
| 13   | 스타드 렌             | 38   | 13 | 7  | 18 | 48 | 59 | -11 | 46   |                                      |
| 14   | 스타드 랭스           | 38   | 10 | 13 | 15 | 33 | 42 | -9  | 43   |                                      |
| 15   | 소쇼                  | 38   | 10 | 11 | 17 | 41 | 57 | -16 | 41   |                                      |
| 16   | 에비앙                | 38   | 10 | 10 | 18 | 46 | 53 | -7  | 40   |                                      |
| 17   | 아작시오              | 38   | 9  | 15 | 14 | 39 | 51 | -12 | 42   |                                      |
| 18   | 낭시                  | 38   | 8  | 13 | 17 | 43 | 61 | -18 | 37   | 리그 2 2013-14로 강등                |
| 19   | 트루아                | 38   | 8  | 13 | 17 | 43 | 61 | -18 | 37   | 리그 2 2013-14로 강등                |
| 20   | 브레스트 (R)          | 38   | 8  | 5  | 25 | 32 | 62 | -30 | 29   | 리그 2 2013-14로 강등                |

* 마지막 업데이트 : 2013년 5월 10일
* 출처 : LFP.fr - Ligue de Football Professionnel
* 순위 결정방식 : 
1) 승점; 2) 골 득실차; 3) 득점 수.
1: 쿠프 드 프랑스 2012-13 우승팀은 유로파리그 2013-14 조별 리그에 진출한다.

2: 생테티엔은 쿠프 드 라 리그 2012-13 우승팀 자격으로 UEFA 유로파리그 2013-14 3차 예선에 진출하였다.
* (C) = 우승; (R) = 강등; (P) = 승격; (O) = 플레이오프 승리; (A) = 다음 라운드 진출 
* 시즌이 끝나지 않은 경우만 사용되는 표시: 
(Q) = 대항전 진출 자격이 됨; (TQ) = 대항전 진출 자격이 됐으나 진출할 라운드가 정해지지 않음; (RQ) = 강등 결정전 진출 자격이 됨; (DQ) = 대항전 진출 자격을 잃음.

## 시즌 기록

### 점수
- 시즌 첫 골: 몽펠리에 술레이만 카마라 vs 툴루즈 전 (2012년 8월 10일)
- 시즌 가장 빠른 시간에 들어간 골: 27초 - 파리 생제르맹 즐라탄 이브라히모비치 vs 릴 전 (2012년 9월 2일)
- 시즌 가장 늦은 시간에 들어간 골: 90+5분 - 바스티아 일랑 vs 랭 전 (2012년 8월 18일)

### 무실점
- 최다 무실점 경기: 19
  - 파리 생제르맹
- 최소 무실점 경기: 4
  - 트루아

### 반칙
- 옐로 카드를 가장 많이 받은 팀: 72
  - 바스티아
- 옐로 카드를 가장 많이 받은 선수: 11
  - 삼부 야타바리 (바스티아)
- 레드 카드를 가장 많이 받은 팀: 7
  - 바스티아
  - 렌
- 레드 카드를 가장 많이 받은 선수: 2
  - 세킴 음벵게 (툴루즈)
  - 자멜 사이히 (몽펠리에)

## 지역별 팀 수
|    | 레지옹                 | 팀 수 | 팀                     |
| -- | ---------------------- | ----- | ---------------------- |
| 1  | 브르타뉴               | 3     | 브레스트, 로리앙, 렌   |
| 2  | 론알프                 | 3     | 에비앙, 리옹, 생테티엔 |
| 3  | 샹파뉴아르덴           | 2     | 랭스, 트루아           |
| 4  | 코르시카               | 2     | 아작시오, 바스티아     |
| 5  | 노르파드칼레           | 2     | 릴, 발랑시엔           |
| 6  | 프로방스알프코트다쥐르 | 2     | 마르세유, 니스         |
| 7  | 아키텐                 | 1     | 보르도                 |
| 8  | 프랑슈콩테             | 1     | 소쇼                   |
| 9  | 일드프랑스             | 1     | 파리 생제르맹          |
| 10 | 랑그도크루시용         | 1     | 몽펠리에               |
| 11 | 로렌                   | 1     | 낭시                   |
| 12 | 미디피레네             | 1     | 툴루즈                 |